# Хмелеусая бородатка
Хмелеу́сая борода́тка (лат. Pogonophryne neyelovi) — морская антарктическая донная глубоководная рыба семейства бородатковых (Artedidraconidae) отряда окунеобразных (Perciformes). Этот вид пуголовковидной бородатки впервые был найден в 2010 году во время промысла антарктического клыкача (Dissostichus mawsoni Norman, 1937) в море Росса (Антарктика) на испанском ярусоловном судне «Tronio». Описан как новый для науки вид в 2013 году украинским и американским ихтиологами Г. А. Шандиковым (Gennadiy A. Shandikov) и Р. Р. Икиным (Richard R. Eakin). Латинское название виду дано в честь российского ихтиолога А. В. Неелова, внесшего значительный вклад в систематику рыб и в изучение рыб Антарктики. Русское и английское названия вида «хмелеусая бородатка» (англ. «Hopbeard plunderfish») характеризуют специфическое строение подбородочного усика рыбы, вершина которого заканчивается шишковидным чешуйчатым расширением, напоминающим шишку хмеля.
P. neyelovi — среднего размера глубоководная типично донная рыба общей длиной до 36 см. Является эндемиком батиальных вод высокоширотной зоны Южного океана. В настоящее время этот вид известен только по трем экземплярам, пойманным в 2010 и 2012 годах в глубоководной части моря Росса на глубинах 700—1390 м. Возможно, имеет циркумполярно-антарктическое распространение вокруг всего континента Антарктида. Кроме P. neyelovi род пуголовковидных бородаток (Pogonophryne) включает, как минимум, ещё 21 эндемичный для высокоширотной Антарктики вид.

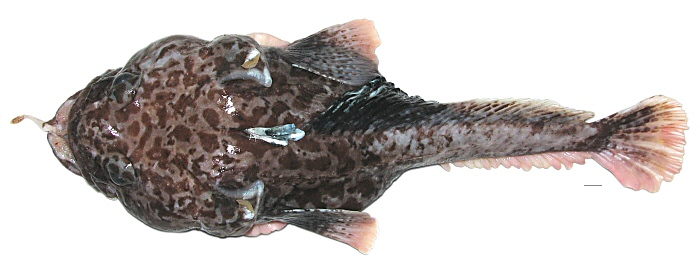
Хмелеусая бородатка P. neyelovi, самец, голотип, вид сверху

Согласно схеме зоогеографического районирования по донным рыбам Антарктики, предложенной А. П. Андрияшевым и А. В. Нееловым, указанный выше район находится в границах гляциальной подобласти восточноантарктической, или континентальной провинции Антарктической области.
Как и у других антарктических бородаток у P. neyelovi имеется подбородочный усик, уникальная видоспецифичность строения которого является одной из важнейших характеристик в систематике семейства в целом и особенно в роде Pogonophryne. Кроме того, как и всем прочим антарктическим бородаткам, этому виду свойственна очень крупная голова и отсутствие чешуи на теле (кроме боковых линий), а также жаберные крышки с крупным уплощенным шипом, загнутым вверх и вперед. У P. neyelovi, как и у других представителей рода, передняя часть тела несколько сжата дорсовентрально, а при взгляде сверху и снизу тело имеет характерную пуголовковидную форму, сходную с головастиком земноводных.
Хмелеусая бородатка может изредка встречаться в качестве прилова при промысле антарктического клыкача донным ярусом в море Росса и, возможно, других окраинных морях Антарктики.

## Характеристика хмелеусой бородатки

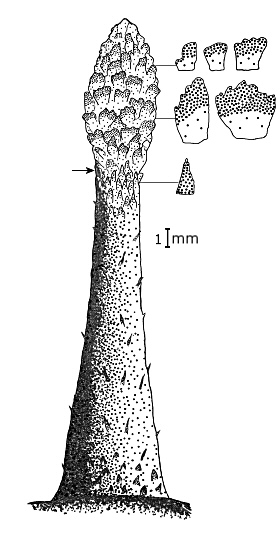
Подбородочный усик P. neyelovi, голотип

Относится к группе видов «P. mentella». От прочих видов группы отличается следующим комплексом признаков. Подбородочный усик короткий (9 % стандартной длины рыбы), при отгибании его назад поверх рыла (при закрытом рте) достигает переднего края орбиты. Усик имеет коричневатую окраску дорсальной стороны стебля и более светлое терминальное расширение. Терминальное расширение короткое, составляет менее трети длины усика (20—31 % длины усика), овалоидное или шишковидное по форме, состоит из поперечных широких и плоских чешуевидных отростков, налегающих друг на друга. Нижняя челюсть слабо выдается вперед: при закрытом рте на её вершине виден только внешний ряд зубов. Спинной плавник очень высокий (около 25 % стандартной длины у самцов); передняя лопасть плавника у самцов не выражена; наибольшие лучи (с 1-го по 7-й) очень мягкие и извилистые, с точкой первичного ветвления, расположенной примерно на уровне середины их длины; окраска плавника у близких к нересту самцов практически чёрная, в передней трети плавника — с синеватыми участками на плавниковой складке вдоль лучей. Верх головы и передняя часть спины перед первым спинным плавником покрыты главным образом неправильными, а также червеобразными темно-коричневыми пятнами; нижняя поверхность головы, грудь и живот без четко выраженных пятен. Нижняя дыхательная перепонка светлая. Грудные плавники с темными вертикальными полосами в передней части и светлые в задней части.
В первом спинном плавнике 2 коротких мягких колючих луча; во втором спинном плавнике 27 лучей; в анальном плавнике 17—18 лучей; в грудном плавнике 20—21 луч; в дорсальной (верхней) боковой линии 25—26 пор (трубчатых костных члеников, или чешуй), в медиальной (срединной) боковой линии 14—15 пор; в нижней части первой жаберной дуги тычинки расположены в 2 ряда, общее число тычинок на нижней и верхней частях дуги — 19, из них (1—2)+0+9=10—11 тычинок во внешнем ряду и 0+1+(7—8)=8—9 во внутреннем ряду; тычинки внутреннего ряда нижней части дуги покрыты мелкими костными зубчиками.

## Распространение и батиметрическое распределение
Известный ареал вида приходится на глубоководную часть моря Росса. Известен по трем поимкам (12 и 18 января 2010 г. и 13 января 2012 г.) на глубинах 1337, 1350 и 700—1390 м.

## Размеры
Относится к наиболее крупным видам рода Pogonophryne — самцы достигают 355 мм общей длины и 295 мм стандартной длины, самки — 350 мм общей длины и 294 мм стандартной длины.

## Образ жизни
Малоподвижная донная рыба — всеядный хищник, питающийся как живыми организмами, так и падалью. Все три известных на сегодняшний день экземпляра были пойманы на крючки, наживлённые относительно крупными кусками (4×3×2 см) гигантского перуанского кальмара (Dosidicus gigas).
Половозрелость, вероятно, наступает при общей длине рыб более 305 мм (стандартная длина 253 мм). Более крупный самец (голотип, 355 мм общей длины и 295 мм стандартной длины), пойманный 18 января 2010 года, имел гонады в посленерествой стадии зрелости (VI—II). Нерест, по-видимому, происходит летом (южного полушария) — в декабре—январе.

## Близкие виды группы «P. mentella»
Вместе с 12 видами образует самую большую группу рода — «P. mentella», в которую входят также: бирюзовая бородатка (P. tronio), короткоусая бородатка (P. brevibarbata), длинноусая бородатка (P. mentella), лысая бородатка (P. bellingshausenensis), бородатка Икина (P. eakini), крупноусая бородатка (P. macropogon), складчатоусая бородатка (P. cerebropogon), тёмная бородатка (P. fusca), оранжевоусая бородатка (P. orangiensis), чешуйчатоусая бородатка (P. squamibarbata), пятнистобрюхая бородатка (P. ventrimaculata), копьеусая бородатка (P. lanceobarbata). С тремя другими, наиболее близкими видами образует подгруппу «короткоусых бородаток»: бирюзовая бородатка, короткоусая бородатка и пятнистобрюхая бородатка.